# Chyliza vittata
Chyliza vittata är en tvåvingeart som beskrevs av Johann Wilhelm Meigen 1826. Chyliza vittata ingår i släktet Chyliza och familjen rotflugor. Arten är reproducerande i Sverige. Inga underarter finns listade i Catalogue of Life.